# Aquilaria
Aquilaria es un género con 43 especies de árboles perteneciente a la familia Thymelaeaceae. Son árboles nativos del sudeste de Asia, distribuyéndose por Indonesia, Tailandia, Camboya, Laos, Vietnam, Malasia, India, Filipinas, Borneo y Nueva Guinea.

## Descripción
Son árboles que alcanzan 6-20 metros de altura con hojas de 5-11 cm de largo y 2-4 cm de ancho con márgenes enteros. Las flores de color amarillo-verdosas se acumulan en umbelas. Los frutos son cápsulas de 2-3 cm de longitud. La corteza de la Aquilaria es muy cara. Es utilizada en la elaboración de perfume. 

## Especies
- Aquilaria acuminata (Merr.) Quisumb., 1946,
- Aquilaria apiculata Merr., 1922
- Aquilaria baillonii Pierre ex Lecomte & Leandri, 1949
- Aquilaria banaensae Phamh. 1996
- Aquilaria beccariana Tiegh. 1893
- Aquilaria brachyantha (Merr.) Hallier f.
- Aquilaria citrinicarpa (Elmer) Hallier f.
- Aquilaria crassna Pierre ex Lecomte, 1915
- Aquilaria cumingiana (Decne.) Ridl., det. Ding Hou, 1959
- Aquilaria filaria (Oken) Merr., 1950
- Aquilaria grandiflora Benth., 1861
- Aquilaria hirta Ridl.
- Aquilaria malaccensis, Lam., 1783, sin. A. agallocha y A. secundaria[2] Calambac de la India, aloe leño de Cochinchina, garo de Malaca, leño aloes de Cochinchina o palo del águila[3]
- Aquilaria microcarpa Baill.
- Aquilaria ophispermum Poir.
- Aquilaria parvifolia (Quisumb.) Ding Hou, 1960
- Aquilaria pentandra Blanco, 1837
- Aquilaria rostrata Ridl.
- Aquilaria rugosa K.Le-Cong & Kessler, 2005
- Aquilaria sinensis Gilg, 1894
- Aquilaria subintegra Ding Hou
- Aquilaria urdanetensis Hallier, 1922 (Philippines)
- Aquilaria yunnanensis S.C.Huang, 1985